# Richard Hofstadter
Richard Hofstadter (6. srpna 1916 Buffalo – 24. října 1970 New York) byl americký historik a angažovaný intelektuál.
Byl profesorem americké historie na Kolumbijské univerzitě v New Yorku. Jeho práce popisující skryté motivy a zdroje amerického politického a kulturního života se stávaly intelektuálními bestsellery, za dvě z nich získal Pulitzerovu cenu: roku 1956 za knihu The Age of Reform, která analyzuje populistické politické tendence na konci 19. století v USA, zejména specifické americké agrárnictví („farma jako podstata Ameriky“), a roku 1964 za knihu Anti-intellectualism in American Life, kde za jeden z pilířů americké kultury označuje antiintelektualismus a utilitarismus, které považuje za nutný následek demokratizace vzdělání v USA, nicméně zdůrazňuje, že jde o zákonitý rys USA, nikoli demokracie samé, jak se Američané často domnívají. Podobně vlivná se stala práce The Paranoid Style in American Politics z roku 1964, kde analyzuje, jakou roli hrály v amerických politických dějinách konspirační teorie (např. teorie o iluminátech), zejména u konzervativní pravice (Ku-klux-klan, mccarthismus) – kniha vstoupila do politických debat 60. let, neboť bezprostředně reagovala na nástup extrémně konzervativního arizonského senátora Barryho Goldwatera do čela Republikánské strany.
Hofstadter se narodil v německo-židovské, luteránsko-judaistické rodině. Jeho otec byl Židem, zemřel však v Richardových deseti letech. Matka ho poté vedla k episkopalismu, on se však později proti tomuto tlaku vzbouřil a hlásil se spíše k židovským kořenům, patrně především z protestu proti antisemitismu, s nímž se setkal v profesorském sboru na Kolumbijské univerzitě, kam ve 30. letech nastoupil. Ve stejné době byl členem Komunistické strany USA. Vystoupil z ní roku 1939 kvůli antiintelektualismu, s nímž se ve straně setkal (což ho inspirovalo později k jedné z jeho klíčových knih), a také na protest proti paktu Molotov–Ribbentrop. Roku 1944 obhájil dizertační práci Social Darwinism in American Thought. Již ta slavila mimořádný úspěch i na trhu, neboť se prodalo 200 000 jejích výtisků – později jeho knihy dosahovali milionových nákladů, čtenáře velmi bavil jeho živý styl, plný ironie a paradoxů. Poté nastoupil na univerzitu v Marylandu, kde se velmi spřátelil se slavným sociologem a sociálním kritikem Charles Wright Millsem. Rozšířil svou vzdělanostní základnu o psychologii a sociologii, velmi ho v té době ovlivnily texty Maxe Webera, Karla Mannheima, Sigmunda Freuda a Theodora Adorna. Roku 1946 se vrátil na Kolumbijskou univerzitu. Důležitým se v té době stal jeho spor s historikem Charlesem A. Beardem. Jeho koncepce dějin stála na konfliktu různých skupin a tříd, Hofstadter naopak oponoval, že každé společnosti vládne skrytý konsensus – to indikovalo jeho postupný přesun z levice do politického středu. Roku 1968 již byl radikálními studenty považován za konzervativce, to když kritizoval jejich agresivní metody protestu, moralistickou politickou rétoriku a iracionální romantismus. Předvídal přitom, že takovýto druh politiky přinese jen alergickou protireakci konzervativismu. Naplnění svého proroctví, vzniku reaganismu a neokonzervativismu, se však již nedočkal, zemřel roku 1970 na leukemii.